# Metropolitanato de Adrianópolis

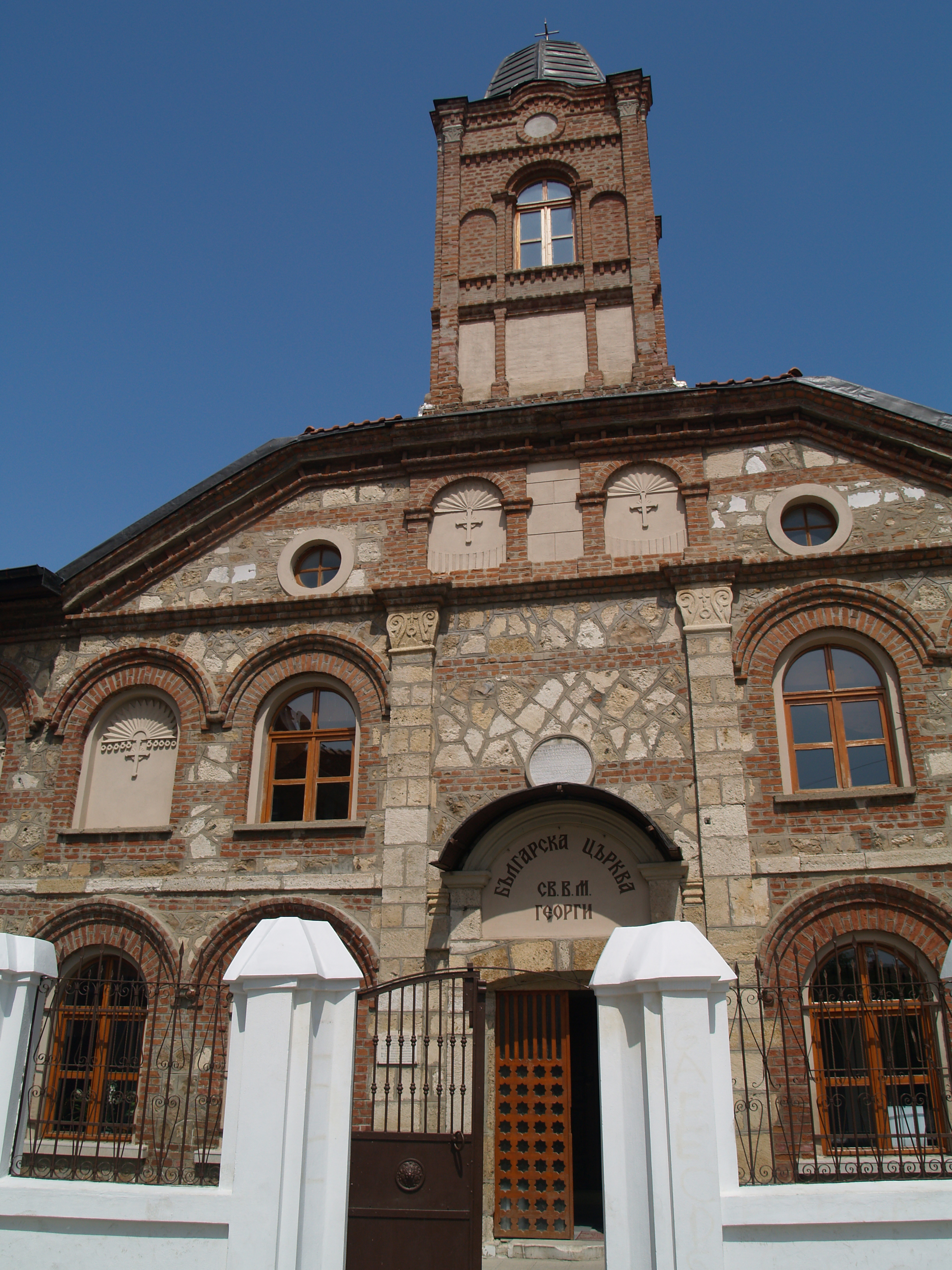
Antigua iglesia ortodoxa griega de Agios Megalomartyros Georgiou.

El metropolitanato de Adrianópolis (en griego: Ιερά Μητρόπολη Αδριανουπόλεως) es una diócesis de la Iglesia ortodoxa perteneciente al patriarcado de Constantinopla, cuya sede está en Edirne (la antigua Adrianópolis) en Turquía. Su titular lleva el título de metropolitano de Adrianópolis, el más honorable ('hipertimos') y exarca de todo Hemimonto (en griego: Ο Αδριανουπόλεως, υπέρτιμος και έξαρχος παντός Αιμιμόντου). Es la antigua sede metropolitana de la provincia romana de Hemimonto en la diócesis civil de Tracia y en el patriarcado de Constantinopla.

## Territorio
El territorio del metropolitanato se encuentra en las provincias de Edirne y Kırklareli. El área del metropolitanato limita al norte con el metropolitanato de Sliven de la Iglesia ortodoxa búlgara; al este con los metropolitanatos de Saranta Ekklisies y Bizia y Medea; al sur con el metropolitanato de Heraclea; y al oeste con el metropolitanato de Didymotichon de la Iglesia ortodoxa de Grecia.
Además de Edirne, otras localidades del metropolitanato son Babaeski y Lüleburgaz.
Es uno de los 5 metropolitanatos que renació bajo el patriarca Bartolomé I, por lo que constituye uno de los diez distritos eclesiásticos activos del patriarcado en territorio turco, junto con la arquidiócesis de Constantinopla y los metropolitanatos de Ancyra, Calcedonia, Derkos, Esmirna, Imbros y Ténedos, Islas de los Príncipes, Pisidia y Prusa.

## Historia
Uskadama (la antigua Orestiadas) fue reconstruida circa 124 por el emperador romano Adriano, dándole el nombre de Adrianópolis.
Con la reforma de Dioclesiano al Imperio romano, Adrianópolis se convirtió en la capital de la provincia romana de Hemimonto, en la diócesis civil de Tracia y al mismo tiempo se elevó al rango de sede metropolitana de la provincia. El Concilio de Nicea I en 325 aprobó la ya existente organización eclesiástica según la cual el obispo de la capital de una provincia romana (el obispo metropolitano) tenía cierta autoridad sobre los otros obispos de la provincia (sufragáneos), utilizando por primera vez en sus cánones 4 y 6 el nombre metropolitano. Quedó así reconocido el metropolitanato de Adrianópolis en la provincia romana de Hemimonto. De esa época es el primer obispo conocido de la ciudad, Eutropio, que al igual que su sucesor Lucio, su opuso al arrianismo. El canon 6 reconoció las antiguas costumbres de jurisdicción de los obispos de Alejandría, Roma y Antioquía sobre sus provincias, aunque no mencionó a Heraclea, su metropolitano también encabezaba de la misma manera a los obispos de la diócesis civil de Tracia como exarca de Tracia. El canon 28 del Concilio de Calcedonia en 451 pasó al patriarca de Constantinopla las prerrogativas del exarca de Tracia, por lo que el metropolitanato de Adrianópolis pasó a ser parte del patriarcado.
En la Notitia Episcopatuum del pseudo-Epifanio, compuesta durante el reinado del emperador Heraclio I (alrededor de 640), la sede de Adrianópolis figura en el lugar 31 en el orden jerárquico de las metrópolis del patriarcado de Constantinopla. En esta Notitia se le atribuyen cinco diócesis sufragáneas: Mesembria, Sozópolis, Plotinópolis, Anastasiopolis y Tzoida.
En 813 Adrianópolis fue tomada temporalmente por kan Krum del primer Imperio búlgaro, que trasladó a sus habitantes a las tierras búlgaras al norte del río Danubio.
En el Notitia Episcopatuum atribuida al emperador León VI (principios del siglo X), Adrianópolis pasó al lugar 40 entre las metrópolis del patriarcado y se le asignaron diez sufragáneas: Sozópolis, Agatópolis, Deulto, Trapobyzia, Cárabos, Bucello, Probatos, Scopelo, Bulgarofigo y Tzoida. En 1054 se produjo el Cisma de Oriente y los metropolitanos de Adrianópolis quedaron dentro de la Iglesia ortodoxa de Constantinopla. En 1189 Adrianópolis fue capturada por la Cuarta Cruzada e incorporada al Imperio latino de Constantinopla desde 1204. Ese año fue creado el patriarcado latino de Constantinopla dentro de la Iglesia católica, que no creó una sede episcopal para Adrianópolis. Los ortodoxos, sin embargo, trasladaron su imperio y su patriarcado a Nicea. Desde 1227 la ciudad cayó en manos del Despotado de Epiro y de los búlgaros en 1230, restableciéndose el metropolitanato de Adrianópolis. En 1261 el Imperio de Nicea suprimió al Imperio latino. 
En 1362 la ciudad bizantina de Adrianópolis fue tomada por el Imperio otomano y rebautizada Edirne, siendo de 1413 a 1457 su capital. Gradualmente, el número de obispos subordinados a Adrianópolis disminuyó y en el siglo XVI solo quedó Agatópolis, que también se separó en 1760.
Durante la guerra de independencia de Grecia el 29 de abril de 1821 las autoridades otomanas colgaron en Edirne al ex-patriarca Cirilo VI y decapitaron a 30 sacerdotes y dignatarios. El metropolitano Doroteo Proios y otros metropolitanos griegos fueron deportados a Constantinopla. Edirne fue transitoriamente ocupada por el Imperio ruso en 1829, y en 1878 durante la guerra ruso-turca (1877-1878).
Después de la creación del exarcado búlgaro en 1870, el metropolitanato de Adrianópolis quedó dividido entre las diócesis griega y búlgara (llamada Odrin, conservada hasta la década de 1940). Sin embargo, el sultán solo permitió a los búlgaros nombrar un obispo vicario. En 1905 Edirne sufrió un gran incendio, por lo que gran parte de su población griega que perdió sus casas emigró a las islas Büyükada y Heybeliada. En mayo de 1906 fue creado el metropolitanato de Saranta Ekklisies con parte del metropolitanato de Adrianópolis.
En 1912 vivían en la ciudad 41 285 griegos y 7000 búlgaros. Tras ser ocupada por Bulgaria desde el 26 de marzo al 21 de julio de 1913, al ser recuperada por Turquía la población ortodoxa búlgara fue expulsada por el ejército otomano como resultado de la segunda guerra de los Balcanes. La ciudad de Svilengrad, sin embargo, fue adjudicada a Bulgaria y su territorio incorporado al metropolitanato de Stara Zagora de la Iglesia ortodoxa de Bulgaria. El 12 de julio de 1920 Edirne fue ocupada por Grecia y anexada el 28 de julio. Tras la derrota griega en Anatolia, el 25 de octubre de 1922 Edirne fue evacuada y el 12 de noviembre entregada a Turquía. La población griega ortodoxa de la parte del metropolitanato que quedó en Turquía fue reubicada en Grecia en virtud del Tratado de Lausana sobre el intercambio de población entre Turquía y Grecia en 1923. Con la retirada de todas las tropas griegas de Tracia Oriental, el último metropolitano de Adrianópolis Policarpo (Varadakis) se estableció al oeste del río Maritsa en el territorio griego que era parte de su diócesis. El 9 de octubre de 1924 el sector del metropolitanato de Adrianópolis que quedó del lado griego fue convertido en el metropolitano de Nueva Orestiada, conservando al metropolitano. El metropolitanato de Adrianópolis subsistió en el sector turco, pero vaciado completamente de fieles. Con el traslado a Quíos del metropolitano Policarpo II el 12 de febrero de 1931, Adrianópolis se volvió una sede titular vacante y Nueva Orestiada fue anexada a la metrópolis de Didimotih.
Desde el 18 de octubre de 1998 el título de obispo de Adrianópolis fue otorgado al obispo vicario Eulogio de Plovdiv por la Iglesia ortodoxa búlgara. Tras una carta del patriarca Bartolomé I de Constantinopla en 2015, el Santo Sínodo del patriarcado búlgaro responde que no cambiará el título del obispo Eulogio, pero prometió no otorgar más títulos que se dupliquen con títulos en otras diócesis ortodoxas.
El 20 de enero de 2003 el metropolitanato de Adrianópolis fue restablecido como parte de la patriarcado de Constantinopla, siendo designado el metropolitano Damasceno (Papandreou). La ciudad de Edirne posee dos iglesias ortodoxas griegas: Agios Megalomartyros Georgiou y Santos Theostepton Reyes y Apóstoles Constantino y Elena.

## Cronología de los obispos
- Eutropio † (?-circa 330 depuesto)
- San Lucio † (antes de 340-circa 348 falleció)[7]
- San Filipo † (circa 362/363 falleció)[8]
- Ammon † (antes de 394-después de 399)
- Gregorio † (antes de 451-después de 459)
- Juan † (mencionado en 553)
- San Manuel † (antes de 787-circa 814/815 falleció)
- Saba † (época desconocida)
- Anónimo † (época desconocida)
- Cosme † (mencionado en 869)
- Filipo † (mencionado en 879)
- Basilio † (finales del siglo IX-principios del siglo X)
- Constantino I † (finales del siglo IX-principios del siglo X)
- Esteban † (mencionado circa 923)
- Daniel † (siglo X)
- Niceta † (siglo X)
- Constantino II † (siglo X)
- Sergio † (siglo X)
- San Nicolás † (en tiempos del emperador Juan I Tzimisces)
- Agapito † (antes de 1027-después de 1030)
- Juan † (primera mitad del siglo XI)
- Esteban † (primera mitad del siglo XI)
- Eusebio † (mencionado en 1054)

(...)
- Calinico † (1780-septiembre de 1792)
- Gabriel † (septiembre de 1792-1810 falleció)
- Cirilo I (Serpendzoglu) † (diciembre de 1810-4 de marzo de 1813 nombrado patriarca de Constantinopla)
- Doroteo (Proios) † (junio de 1813-4 de junio de 1821 ejecutado por los otomanos)
- Nicéforo III (Pilusiotis) † (junio de 1821-septiembre de 1824 trasladado a Derki)
- Gerásimo IV (Fridas) † (septiembre de 1824-mayo de 1830 renunció)
- Gregorio II (Vizandios) † (mayo de 1830-24 de junio de 1840 renunció)
- Gerásimo V (Dzermias) † (junio de 1840-15 de marzo de 1853 trasladado a Calcedonia)
- Cirilo II (Kyriakidis) † (15 de marzo de 1853-1 de mayo de 1873 suspendido)
- Dionisio II (Kharitonidis) † (1 de mayo de 1873-14 de noviembre de 1880 trasladado a Nicea)
- Neófito II (Papaconstantina) † (14 de noviembre de 1880-23 de enero de 1886 renunció)
- Dionisio II (Kharitonidis) † (23 de enero de 1886-23 de enero de 1887) (por segunda vez) (nombrado patriarca de Constantinopla)
- Mateo III (Petridis) † (28 de febrero de 1887-3 de enero de 1890 suspendido)
- Cirilo III (Dimitriadis-Panagiotou) † (3 de enero de 1890-26 de agosto de 1908 renunció)
- Calinico II (Georgiadis) † (26 de agosto de 1908-12 de agosto de 1910 trasladado a Calípoli)
- Policarpo II (Varadakis) † (12 de agosto de 1910-12 de febrero de 1931 trasladado a Quíos) (desde el 9 de octubre de 1924 fue además metropolitano de Nueva Orestiada)
  - Sede vacante (1931-2003)
- Damasceno (Papandreou) † (20 de enero de 2003-5 de noviembre de 2011)
  - Sede vacante (1911-2014)
- Amfiloquio (Stergiu) † (desde el 18 de octubre de 2014)